# Val-d'Épy
Val-d'Épy es una comuna nueva francesa situada en el departamento de Jura, de la región de Borgoña-Franco Condado.

## Historia
Fue creada el 1 de enero de 2018, en aplicación de una resolución del prefecto de Jura de 27 de julio de 2017 con la unión de las comunas de Florentia, Nantey, La Balme-d'Épy, Senaud y Val-d'Épy, pasando a estar el ayuntamiento en la antigua comuna de Val-d'Épy.

## Demografía
| Gráfica de evolución demográfica de Val-d'Épy entre 1800 y 2015 |
|                                                                 |

Los datos entre 1800 y 2015 son el resultado de sumar los parciales de las ocho comunas que forman la nueva comuna de Val-d'Épy, cuyos datos se han cogido de 1800 a 1999, para las comunas de Florentia, La Balme-d'Épy, Lanéria, Nantey, Poisoux, Senaud, Tarciat y Val-d'Épy de la página francesa EHESS/Cassini. Los demás datos se han cogido de la página del INSEE.

## Composición
| Comuna delegada | Código INSEE | Población (2013) | Superficie (km²) | Densidad (hab./km²) |
| --------------- | ------------ | ---------------- | ---------------- | ------------------- |
| Florentia       | 39226        | 31               | 3.18             | 10                  |
| La Balme-d'Épy  | 39036        | 72 (3014)        | 2.97             | 24                  |
| Nantey          | 39382        | 64               | 6.50             | 10                  |
| Senaud          | 39509        | 50               | 4.06             | 12                  |
| Val-d'Épy       | 39209        | 150              | 8.64             | 17                  |